# Château de Castel del Piano
Ne doit pas être confondu avec Château de Tresana.
Le château de Castel del Piano (en italien : Castello di Castel del Piano), est un ancien château situé dans la commune de Licciana Nardi, dans la province de Massa-Carrara en Toscane.
Il est situé dans la région historique de la Lunigiana, sur la rive gauche du ruisseau Taverone. Il a appartenu à l'une des branches de la Malaspina dello Spino Fiorito.

## Historique
Il a été construit par les Malaspina, dirigeants du marquisat de Licciana Nardi depuis 1535 : sa première utilisation fut probablement celle d'une résidence d'été fortifiée avec une partie adaptée à la conservation des récoltes et des fruits de saison. Parmi les peu d'informations liées à l'édifice se trouve celle de l'assaut subi dans la soirée du 30 juillet 1691. En raison du comportement du marquis de Licciana Obizzo, le château fut attaqué par environ 400 soldats génois commandés par le marquis de Suvero : les troupes continuèrent vers Licciana Nardi.

## Description
Aujourd'hui, le château, résidence privée, conserve quelques caractéristiques originales : les armoiries du marquis sur la façade et la courtine quadrangulaire, probablement du XVIIIe siècle (durant le marquisat commun des frères Cornelio et Ignazio Malaspina), devant la façade du palais et renforcée aux angles par deux tourelles octogonales.